# 이상혁 (디자이너)
이상혁은 대한민국의 가구 디자이너다. 디자인 아카데미 에인트호번을 졸업했다.

## 경력
네덜란드의 디자인 아카데미 아인트호벤(Design Academy Eindhoven)에서 ‘Man and Living’을 전공했다. 학사 시절 인간과 사물의 관계 속에서 디자인을 실천하는 방법을 탐구했다. 졸업 이후 독일 베를린에서 활동하고 있다. 기능성과 더불어 아이디어가 잘 드러나는 디자인을 선호한다. 쾰른 국제가구박람회 공모전에서 2등상을 수상했다.

## 전시
- 금호미술관 NEW WAVE: FURNITURE AND THE EMERGING DESIGNERS (2013년)